# Sittelle de l'Himalaya
Sitta himalayensis
Espèce
Statut de conservation UICN

 LC  : Préoccupation mineure
La Sittelle de l'Himalaya (Sitta himalayensis) est une espèce d'oiseaux de la famille des Sittidae.

## Description

### Espèces similaires
Dans le Nord de l'Inde, la Sittelle de l'Himalaya peut être confondue avec la Sittelle du Cachemire (S. cashmirensis). Sur l'ensemble de son aire de distribution, sa répartition altitudinale peut chevaucher celles des sittelles du groupe castanea — Sittelle indienne (S. castanea), Sittelle de Blyth (S. cinnamoventris) et Sittelle d'Indochine (S. neglecta) —, et peut être confondue avec les femelles de ces espèces, en particulier avec la Sittelle d'Indochine qui a les parties inférieures orange-chamois pâle. Enfin, dans le Nord-Est de l'Inde et le Nord-Ouest de la Birmanie elle peut être confondue avec la Sittelle des Naga (S. nagaensis).

## Répartition et habitat

Répartition approximative de la Sittelle de l'Himalaya dans le Sud de l'Asie.

Cette espèce vit dans l'Himalaya jusqu'au Nord-Ouest du Viêt Nam.

## Taxinomie
La Sittelle de l'Himalaya est décrite en 1835 dans le troisième volume de l'ouvrage Illustrations of Ornithology par les naturalistes britanniques William Jardine et Prideaux John Selby, le dernier réalisant les illustrations. Son nom d'espèce est composé de « Himalaya » et du suffixe latin -ensis, « qui vit dans, qui habite », lui a été donné en référence à la zone de collecte du matériel type. Selon le Congrès ornithologique international et Alan P. Peterson, aucune sous-espèce n'est distinguée,. La Sittelle du Victoria (S. victoriae) a par le passé été considérée comme sous-espèce de la Sittelle de l'Himalaya. Plusieurs synonymes sont recensés, dont Sitta nipalensis Hodgson, 1837 et trois taxons un temps traités comme sub-spécifiques : Sitta himalayensis whistleri Delacour, 1932 dédié à Hugh Whistler et plus petite que la sous-espèce nominale et habitant les hautes montagnes du Viêt Nam du Nord (alors Tonkin), Sitta himalayensis australis Koelz, 1951 décrite des Naga Hills et Sitta himalayensis lushaiensis Koelz, 1952 décrite des Lushai Hills (aujourd'hui appelées Mizo Hills),.
- clade statistiquement peu soutenu
  - Sittelle superbe (S. formosa)
  - 
    - 
      - Sittelle des rochers (S. tephronota)
      - Sittelle de Neumayer (S. neumayer)

    - 
      - 
        - Sittelle du Cachemire (S. cashmirensis)
        - Sittelle des Naga (S. nagaensis)
        - Sittelle torchepot (S. europaea)

      - Sittelle de l'Himalaya (S. himalayensis)

En 2014, Éric Pasquet et al. publient une phylogénie fondée sur l'ADN nucléaire et mitochondrial de 21 espèces de sittelles. Le groupe « europaea » est rapproché des deux sittelles des milieux rocheux, la Sittelle de Neumayer (S. neumayer) et la Sittelle des rochers (S. tephronota). Au sein du groupe « europaea », la Sittelle de l'Himalaya — et donc probablement la Sittelle du Victoria (S. victoriae), qui s'en rapproche fortement par sa morphologie, bien qu'elle ne soit pas incluse dans l'étude — apparaît comme basale, et la Sittelle des Naga (S. nagaensis) est rapprochée de la Sittelle torchepot (S. europaea) et de la Sittelle du Cachemire (S. cashmirensis). La Sittelle indienne (S. castanea), la Sittelle de Blyth (S. cinnamoventris), la Sittelle d'Indochine (S. neglecta) et la Sittelle de Sibérie (S. arctica) ne sont pas incluses dans l'étude. Toutes les espèces du groupe « europaea » maçonnent l'entrée de leur nid.

## Menaces et protection
Les effectifs de la Sittelle de l'Himalaya sont en déclin à cause de la destruction et la fragmentation des habitats, mais son aire de répartition, estimée à 1 540 000 km2, est vaste. Pour ces raisons, la Sittelle de l'Himalaya est donc considérée comme de « préoccupation mineure » par l'Union internationale pour la conservation de la nature. Une étude menée en 2009 a essayé de prédire l'impact que pourront avoir les changements climatiques sur la répartition de plusieurs espèces de sittelles en Asie, en modélisant deux scénarios ; la Sittelle de l'Himalaya pourrait voir sa distribution diminuer de 18,1 à 22,2 % d'ici les années 2040 à 2069.